# NGC 6920
NGC 6920 este o interacțiune de galaxii situată în constelația Octantul. A fost descoperită în 21 iulie 1835 de către John Herschel.